# ویلیزویل (ویرجینیا)
ویلیزویل (به انگلیسی: Willisville) یک منطقهٔ مسکونی در ایالات متحده آمریکا است که در شهرستان لادن، ویرجینیا واقع شده‌است.